# Кубок Литви з футболу серед жінок
Кубок Литви з футболу серед жінок (лит. LFF moterų taurė) — щорічне змагання для литовських жіночих футбольних клубів, що проводиться Литовською футбольною федерацією.

## Формат
Протягом років кубок проходить у форматі у двох групах. Переможці груп зустрічаються у фіналі.

## Таблиця переможців
Список фіналістів: з 1999 по 2001 рік турнір не проводився.
| Сезон   | Чемпіон                      | Результат | Фіналіст                |
| ------- | ---------------------------- | --------- | ----------------------- |
| 1994/95 | «Політехніка» (Каунас)       | 5-0       | «Вілія» (Вільнюс)       |
| 1995    | «Габія-Політехніка» (Каунас) | 2-1       | ФМ (Вільнюс)            |
| 1996    | «Габія-Політехніка» (Каунас) | 4-1       | «Земайтія» (Тельсяйя)   |
| 1996/97 | «Габія-Політехніка» (Каунас) | 1-0       | «Крістіна» (Вільнюс)    |
| 1997/98 | «Крістіна» (Вільнюс)         | 1-0       | «Політехніка» (Каунас)  |
| 2002    | «ТексТіліт» (Укмерж)         | 6-0       | ФМ (Вільнюс)            |
| 2003    | «ТексТіліт» (Укмерж)         | 2-1       | «Гінтра Універсітетас»  |
| 2004    | «ТексТіліт» (Укмерж)         | 7-1       | «Креонтас-ФМ» (Вільнюс) |
| 2005    | «Гінтра Універсітетас»       | 2-0       | «ТексТіліт» (Укмерж)    |
| 2006    | «Гінтра Універсітетас»       | 2-0       | «Акмене»                |
| 2007    | «Гінтра Універсітетас»       | 4-0       | «ТексТіліт» (Укмерж)    |
| 2008    | «Гінтра Універсітетас»       | 3-1       | «ТексТіліт» (Укмерж)    |
| 2009    | «Гінтра Універсітетас»       | 7-0       | «Акмене»                |
| 2010    | «Гінтра Універсітетас»       | 6-0       | ФМ (Каунас)             |
| 2011    | «Гінтра Універсітетас»       | 7-0       | ФМ (Каунас)             |
| 2012    | «Гінтра Універсітетас»       | 3-0       | «ТексТіліт» (Укмерж)    |
| 2013    | «Гінтра Універсітетас»       | 3-0       | «Кауно ФМ Жара»         |
| 2014    | «Гінтра Універсітетас»       | 2-0       | МФА (Жальгіріс)         |
| 2015    | «Гінтра Універсітетас»       |           |                         |
| 2016    | «Гінтра Універсітетас»       | 10-0      | «Кауно ЛСУ-Жарос»       |
| 2017    |                              |           |                         |
| 2018    |                              |           |                         |